# Jonassen-Insel
Die Jonassen-Insel (in Argentinien Isla Irízar) ist eine Insel vor der nordöstlichen Spitze der Antarktischen Halbinsel. Sie liegt in der südlichen Einfahrt zum Antarctic-Sund. Von der 1 km südlich liegenden Andersson-Insel trennt sie der Yalour-Sund, von der Tabarin-Halbinsel im Westen der Fridtjof-Sund.
Nach der Schwedischen Antarktisexpedition (1901–1903) unter Otto Nordenskjöld trug sie den Namen Île Irízar nach Julián Irízar (1869–1935), Kapitän der argentinischen Korvette Uruguay, die an der Rettung der gestrandeten Expeditionsteilnehmer beteiligt war. Im Jahr 1904 benannte der französische Polarforscher Jean-Baptiste Charcot, in Unkenntnis über die von Nordenskjöld vorgenommene Benennung dieser Insel, eine andere Insel vor der Westküste der Antarktischen Halbinsel als Irízar-Insel. Das Advisory Committee on Antarctic Names übernahm 1952 die Entscheidung des UK Antarctic Place-Names Committee, aufgrund der Verbreitung auf Karten Charcots Benennung beizubehalten und die hier beschriebene Insel umzubenennen. Namensgeber ist Ole Jonassen (1874–unbekannt), der Nordenskjöld bei der Schwedischen Antarktisexpedition zwischen 1902 und 1903 auf dessen zwei wichtigsten Schlittenexkursionen begleitete.